# سیارک ۴۴۰۱
سیارک ۴۴۰۱ (به انگلیسی: 4401 Aditi، نامگذاری:1985TB) چهار هزار و چهارصد و یکمین سیارک کشف شده‌است که در ۱۴ اکتبر ۱۹۸۵ کشف شد.
قدر مطلق سیارک برابر ۱۵٫۸۰ است.